# Peter Lechner
Peter Lechner (* 15. April 1966) ist ein ehemaliger österreichischer Naturbahnrodler. Er startete auch im Einsitzer, war aber vor allem im Doppelsitzer erfolgreich. Lechner gewann im Doppelsitzer drei Medaillen bei Welt- und Europameisterschaften sowie drei Weltcuprennen und erreichte fünfmal den dritten Platz im Gesamtweltcup.

## Karriere
Erste internationale Erfolge erzielte Peter Lechner in der Saison 1993/1994, als er zusammen mit Simon Meinschad den sechsten Platz im Doppelsitzer-Gesamtweltcup belegte und bei der Weltmeisterschaft 1994 in Gsies Zehnter im Einsitzer wurde. Ab dem nächsten Winter startete Lechner vier Jahre lang mit Martin Schneebauer im Doppelsitzer. Sie erreichten in der Saison 1994/1995 den fünften Platz im Gesamtweltcup und erzielten bei der Europameisterschaft 1995 in Kandalakscha den sechsten Platz. Im Einsitzer fuhr Lechner bei der EM 1995 auf Platz acht. Am 30. Dezember 1995 erzielten Schneebauer/Lechner mit Rang drei in Rautavaara den ersten Podestplatz im Weltcup; der erste Sieg folgte am 19. Jänner 1997 in Szczyrk. Sowohl in der Saison 1995/1996 als auch in der Saison 1996/1997 erreichten sie den dritten Platz im Gesamtweltcup. Bei der Weltmeisterschaft 1996 in Oberperfuss und der Europameisterschaft 1997 in Moos in Passeier belegten sie jeweils den sechsten Platz im Doppelsitzer. Im Einsitzer wurde Lechner 1996 Zwölfter und 1997 Zwanzigster. In ihrer letzten gemeinsamen Weltcupsaison 1997/1998 fuhren Schneebauer/Lechner in drei der sechs Rennen auf den dritten Platz und wurden Fünfte im Gesamtweltcup. Bei der Weltmeisterschaft 1998 in Rautavaara belegten sie Platz sieben. Im Einsitzer trat Peter Lechner ab 1998 nicht mehr an.
Nachdem Martin Schneebauer 1998 seine Karriere beendet hatte, trat Peter Lechner ab dem Winter 1998/1999 für drei Jahre mit Peter Braunegger im Doppelsitzer an. Lechner/Braunegger waren in diesen drei Jahren in keinem Weltcuprennen schlechter als Fünfte, fuhren insgesamt achtmal unter die schnellsten drei und feierten am 16. Jänner 2000 in Garmisch-Partenkirchen sowie am 7. Jänner 2001 in Unterammergau zwei Weltcupsiege. Damit erreichten sie in allen drei Saisonen (1998/1999, 1999/2000 und 2000/2001) den dritten Platz im Doppelsitzer-Gesamtweltcup. Bei internationalen Titelkämpfen gewannen sie insgesamt drei Medaillen. Bei der Europameisterschaft 1999 in Szczyrk wurden sie hinter Helmut und Andi Ruetz Zweite, lediglich bei der Weltmeisterschaft 2000 in Olang verfehlten sie als Vierte knapp das Podest. Bei der Weltmeisterschaft 2001 in Stein an der Enns erreichten Lechner/Braunegger den dritten Platz im Doppelsitzer und zusammen mit Marlies Wagner und Gerhard Pilz den zweiten Platz im erstmals ausgetragenen Mannschaftswettbewerb. Nach dem Winter 2000/2001 beendeten sowohl Peter Lechner als auch Peter Braunegger ihre Karriere.

## Erfolge

### Weltmeisterschaften
- Gsies 1994: 10. Einsitzer
- Oberperfuss 1996: 12. Einsitzer, 6. Doppelsitzer (mit Martin Schneebauer)
- Rautavaara 1998: 7. Doppelsitzer (mit Martin Schneebauer)
- Olang 2000: 4. Doppelsitzer (mit Peter Braunegger)
- Stein an der Enns 2001: 3. Doppelsitzer (mit Peter Braunegger), 2. Mannschaft

### Europameisterschaften
- Kandalakscha 1995: 8. Einsitzer, 6. Doppelsitzer (mit Martin Schneebauer)
- Moos in Passeier 1997: 20. Einsitzer, 6. Doppelsitzer (mit Martin Schneebauer)
- Szczyrk 1999: 2. Doppelsitzer (mit Peter Braunegger)

### Weltcup
- 5× 3. Platz im Doppelsitzer-Gesamtweltcup in den Saisonen 1995/1996, 1996/1997, 1998/1999, 1999/2000 und 2000/2001
- 14 Podestplätze, davon 3 Siege:

| Datum           | Ort                    | Land        | Disziplin    |
| --------------- | ---------------------- | ----------- | ------------ |
| 19. Jänner 1997 | Szczyrk                | Polen       | Doppelsitzer |
| 16. Jänner 2000 | Garmisch-Partenkirchen | Deutschland | Doppelsitzer |
| 7. Jänner 2001  | Unterammergau          | Deutschland | Doppelsitzer |

### Österreichische Meisterschaften
- Österreichischer Staatsmeister im Doppelsitzer 1996 (mit Martin Schneebauer)[1]

## Auszeichnungen
- 2001: Silbernes Ehrenzeichen für Verdienste um die Republik Österreich[2]